# Over The Future (可憐Girl'sの曲)
「Over The Future」（オーバー・ザ・フューチャー）は、可憐Girl'sの1作目のシングル。2008年6月25日にジェネオンエンタテインメントから発売された。

## 概要
- 初回限定盤と通常盤の2種リリース。初回限定盤には「Over The Future」のPVが同梱された。
- 表題曲「Over The Future」は、テレビアニメ『絶対可憐チルドレン』の前期オープニングテーマである。
- CDジャケットは原作者の椎名高志の描き下ろしの明石薫、野上葵、三宮紫穂が描かれている。
- PVロケ地は、横浜みなとみらい[1]。
- プロレスラーの那須晃太郎の入場テーマ曲に採用されている。

## 収録曲
（全作詞：六ツ見純代、作曲：佐伯高志）
1. Over The Future
編曲：m-takeshi
2. Over The Future（Catastrophe mix）
編曲：m-takeshi
3. Over The Future（Light Speed mix）
編曲：前口渉
4. Over The Future（Untouchable mix）
編曲：hi thpeque
5. Over The Future（instrumental）

## DVD
初回限定盤のみ
1. Over The Future（PV）

## カバー
- アニメ『絶対可憐チルドレン』の出演者（平野綾、白石涼子、戸松遥）によるキャラクターソング - 2008年

- まかべまお - 2009年5月27日発売のオムニバスアルバム『タイトル: もえ☆ダンス　presented by アニメ☆ダンスもえ☆ダンス』（FARM RECORDS、型番FARM-0176）に収録[2]。
- 宮地真緒×PLASTIC OPERATOR - 2010年2月10日発売のオムニバスアルバム『キラキラ・魔女ッ娘・Cluv』（P-VINE、型番XNAE-10023/4）に収録[3]。
- BABYMETAL - 2012年12月20日 LIVE 〜LEGEND_I、D、Z_APOCALYPSE〜
- Machico - 2014年6月11日発売のアルバム『COLORS』に収録。
- A応P - 2016年8月6日発売のアルバム『A応P（限定盤）』に収録。
- 黒崎真音、南條愛乃、KOTOKO- 2018年2月3日 NBCUniversal ANIME×MUSIC FESTIVAL
- 佐咲紗花 - 2020年1月29日発売のカバーアルバム『SAYAKAVER.2』（Lantis、型番LACA-15813）に収録[4]。